# Tamara Baroni
Tamara Baroni (* 3. Januar 1947 in Parma; † 28. Dezember 2022 in Natal, Brasilien) war ein italienisches Fotomodell und Schauspielerin.

## Leben
Baroni wurde zur „Miss Eleganza Italia“ gewählt und kam 1967 bis in das Halbfinale der Miss-World-Wahlen. Nachdem sie die Freundin des Industriellen Pierluigi Bormioli gewesen war, zeigte sie ihn nach Beendigung der Affäre wegen Mordversuchs an seiner Frau an, den sie gemeinsam mit ihm geplant hätte. Sie verbrachte daraufhin einige Zeit im Gefängnis von Parma.
Durch seinen Kameramann Peter Baumgartner konnte Filmproduzent Erwin C. Dietrich die skandalumwitterte schöne Italienerin für seinen Sexfilm Die Nichten der Frau Oberst gewinnen. Der Film wurde ein außergewöhnlicher Erfolg, und Tamara Baroni erhielt noch einige Hauptrollen in Dietrichs Filmen, so in Champagner für Zimmer 17, wo sie eine Polizistengattin spielte, die ihren Mann als Prostituierte hintergeht. Nach einer längeren Pause hatte sie 1975 in dem kaum beachteten Streifen Heißer Mund auf feuchten Lippen ihren letzten Filmauftritt.
Baroni veröffentlichte einen Gedichtband, Sotto identiche così.

## Filmografie
- 1968: Die Nichten der Frau Oberst
- 1968: Vacanze sulla Costa Smeralda
- 1969: Una storia d’amore
- 1969: Champagner für Zimmer 17
- 1970: Schwarzer Nerz auf zarter Haut
- 1969: Die Nichten der Frau Oberst. 2. Teil – Mein Bett ist meine Burg
- 1971: Un uomo chiamato Dakota
- 1972: Il prode Anselmo e il suo scudiero
- 1975: Heißer Mund auf feuchten Lippen